# Kazaki
Kazaki (russisk: Казаки) er en sovjetisk spillefilm fra 1961 af Vasilij Pronin.

## Medvirkende
- Leonid Gubanov - Dmitrij Olenin
- Boris Andrejev - Jerosjka
- Zinaida Kirijenko - Marjana
- Eduard Bredun - Lukasjka
- Boris Novikov - Nazarka